# Marlis Buchholz
Marlis Buchholz (geboren 1955) ist eine deutsche Historikerin. Sie forscht und veröffentlicht insbesondere zur Geschichte der Juden in Niedersachsen vor allem zur Zeit des Nationalsozialismus sowie zur Geschichte der Israelitischen Gartenbauschule Ahlem.

## Leben
Marlis Buchholz studierte an der Universität Hannover, an der sie 1991 zum Thema mit ihrer Dissertation Erwachsenenbildung in der norddeutschen Provinz, Die Volkshochschule Hameln 1919 bis 1970 promovierte.
Buchholz wirkte unter anderem von 2006 bis 2013 als wissenschaftliche Referentin in der Abteilung Gedenkstättenförderung der Stiftung niedersächsische Gedenkstätten. Seit 2013 ist sie wissenschaftliche Mitarbeiterin an der Gedenkstätte Ahlem. Sie hat die Geschichte einer ganzen Reihe jüdischer Gemeinden in Niedersachsen erforscht und die Ergebnisse im Historischen Handbuch der jüdischen Gemeinden in Niedersachsen und Bremen dargestellt.

## Schriften (Auswahl)
- „Reichskristallnacht“ in Hannover. Eine Ausstellung zur 40. Wiederkehr des 9. November 1938. Beiträge zur Ausstellung Reichskristallnacht in Hannover vom 7. November 1978 bis 21. Januar 1979, Hannover: Historisches Museum am Hohen Ufer, 1978; Inhaltsverzeichnis
- Marlis Buchholz (Red.): 4.  Geschichtsfest '88. 2.–5. Juni 1988, Hannover, Pavillon am Raschplatz u.a., hrsg. von der Geschichtswerkstatt Hannover e.V., Hannover: Geschichtswerkstatt, 1988
- Die hannoverschen Judenhäuser. Zur Situation der Juden in der Zeit der Ghettoisierung und Verfolgung 1941 bis 1945 ( = Quellen und Darstellungen zur Geschichte Niedersachsens, Bd. 101), Hildesheim: Lax, 1987, ISBN 978-3-7848-3501-3 und ISBN 3-7848-3501-5; Inhaltsverzeichnis
- Wolfenbüttel 1871 bis 1914. Aus der Geschichte einer Kleinstadt im Kaiserreich ( = Beiträge zur Geschichte der Stadt Wolfenbüttel, Heft 4), Wolfenbüttel : Stadt Wolfenbüttel, 1992
- Marlis Buchholz (Red., Bearb.): Brennpunkt „Klima“ / Niedersächsisches Landesverwaltungsamt, Landesmedienstelle. Niedersachsen, 1. Auflag, Hrsg.: Landesmedienstelle im Niedersächsischen Landesverwaltungsamt und Landesarbeitskreis der Leiter Kommunaler Bildstellen und Medienzentren in Niedersachsen, 1994
- Herbert Obenaus, Hans-Dieter Schmid (Projektleitung), Marlis Buchholz, Bernd Rother: Der Parteivorstand der SPD im Exil. Protokolle der Sopade 1933–1940 ( = Archiv für Sozialgeschichte / Beiheft, Heft 15), Bonn: Dietz, 1995, ISBN 978-3-8012-4051-6 und ISBN 3-8012-4051-7; Inhaltsverzeichnis
- Marlis Buchholz (Hrsg.): Nationalsozialismus und Region. Festschrift für Herbert Obenaus zum 65. Geburtstag ( = Hannoversche Schriften zur Regional- und Lokalgeschichte, Bd. 11), 2. Auflage, Bielefeld: Verlag für Regionalgeschichte, 1996, ISBN 978-3-89534-188-5 und ISBN 3-89534-188-6; Inhaltsverzeichnis
- Marlis Buchholz (Red.), Silke Petry, Christian Römmer, Katja Seybold (Bearb.), Andrea Baumert et al. (Mitarb.): Bergen-Belsen. Kriegsgefangenenlager 1940–1945, Konzentrationslager 1943–1945, Displaced-persons-Camp 1945–1950. Katalog der Dauerausstellung / Stiftung Niedersächsische Gedenkstätten, Göttingen: Wallstein-Verlag, 2009, ISBN 978-3-8353-0612-7; Inhaltsverzeichnis
- Hans-Dieter Schmid (Hrsg.): Ahlem. Die Geschichte einer jüdischen Gartenbauschule und ihres Einflusses auf Gartenbau und Landschaftsarchitektur in Deutschland und Israel ( = Schriftenreihe der Gedenkstätte Ahlem, Band 1), 2. ergänzte Auflage, Bremen: Edition Temmen, 2017, ISBN 978-3-86108-039-8; Inhaltsverzeichnis
- Detlef Schmiechen-Ackermann, Marlis Buchholz, Bianca Roitsch, Christiane Schröder (Hrsg.): Der Ort der „Volksgemeinschaft“ in der deutschen Gesellschaftsgeschichte ( = Nationalsozialistische Volksgemeinschaft, Band 7), Konferenzschrift, Paderborn: Ferdinand Schöningh, [2018], ISBN 978-3-506-78648-7 und ISBN 3-506-78648-2; Inhaltstext und Inhaltsverzeichnis